# Блэр, Престон
Престон Блэр (англ. Preston Blair, 1908—1995) — американский аниматор. Наиболее примечательные из его работ были реализованы на базе студий Walt Disney Productions и Metro-Goldwyn-Mayer. Блэр приходился шурином известной художнице и дизайнеру Мэри Блэр, которая создавала концепт-арт для студии Disney и иллюстрации для детских книг.

## Карьера мультипликатора
Блэр начал карьеру аниматора в начале 1930-х годов на Universal studios под руководством Уолтера Ланца и Билла Нолана (Bill Nolan). Позже перешёл в Screen Gems Inc., а в конце 1930-х устроился на работу в Disney Studios. Блэр анимировал короткие анимационные сцены, в том числе сцену с Микки Маусом «Ученик волшебника», а также сцену танца бегемота с аллигатором «Час танца» в фильме Уолта Диснея «Фантазия» (1940) Также Блэйр выполнил анимацию для других фильмов Уолта Диснея — «Пиноккио» и «Бэмби».
Блэр ушёл от Диснея после т. н. «забастовки Диснея» в 1941 году и был принят на работу в новообразованное подразделение мультипликации Тэкса Эвери на MGM. Здесь его работа была замечена после анимации сексуального женского персонажа в короткометражном фильме «Red Hot Riding Hood» (1943). «Red», как она стала известна среди поклонников, также появлялась в других фильмах Тэкса Эвери, анимацию для которых выполнил Престон Блэр, таких как: «Swing Shift Cinderella» (1945), «Uncle Tom’s Cabana», «The Shooting of Dan McGoo» (1945). В конце 1940-х гг. Блэр объединился с аниматором Майклом Ла (Michael Lah) для совместной режиссуры нескольких мультфильмов из цикла про медведя Барни (Barney Bear).
Карьера Престона Блэр как аниматора продолжалась вплоть до 1960-х годов, когда он работал над сериалом «Флинтстоуны» для студии Hanna-Barbera Productions.

## Книги Престона Блэра
Также Престон Блэр известен как автор многочисленных учебных пособий по анимации. Первая его книга под названием «Animation» была издана в 1948 году и первоначально содержала иллюстрации известных мультперсонажей студии MGM, анимацию которых выполнял Блэр (например, Том и Джерри, а также некоторые персонажи короткометражных мультфильмов Тэкса Эвери). Для второго издания Блэр перерисовал персонажей заново, чтобы скрыть их происхождение. Кульминацией писательской деятельности Блэра стала вышедшая в 1994 году книга «Cartoon Animation», 224-страничное издание, в которое вошла бо́льшая часть его предыдущих публикаций и книг, касающихся искусства анимации.
Престон Блэр скончался в апреле 1995 года в возрасте 86 лет в Калифорнии.